# Fortuna (California)
Fortuna è una città degli Stati Uniti d'America, situata in California, nella Contea di Humboldt.